# Jan Adam Kruseman

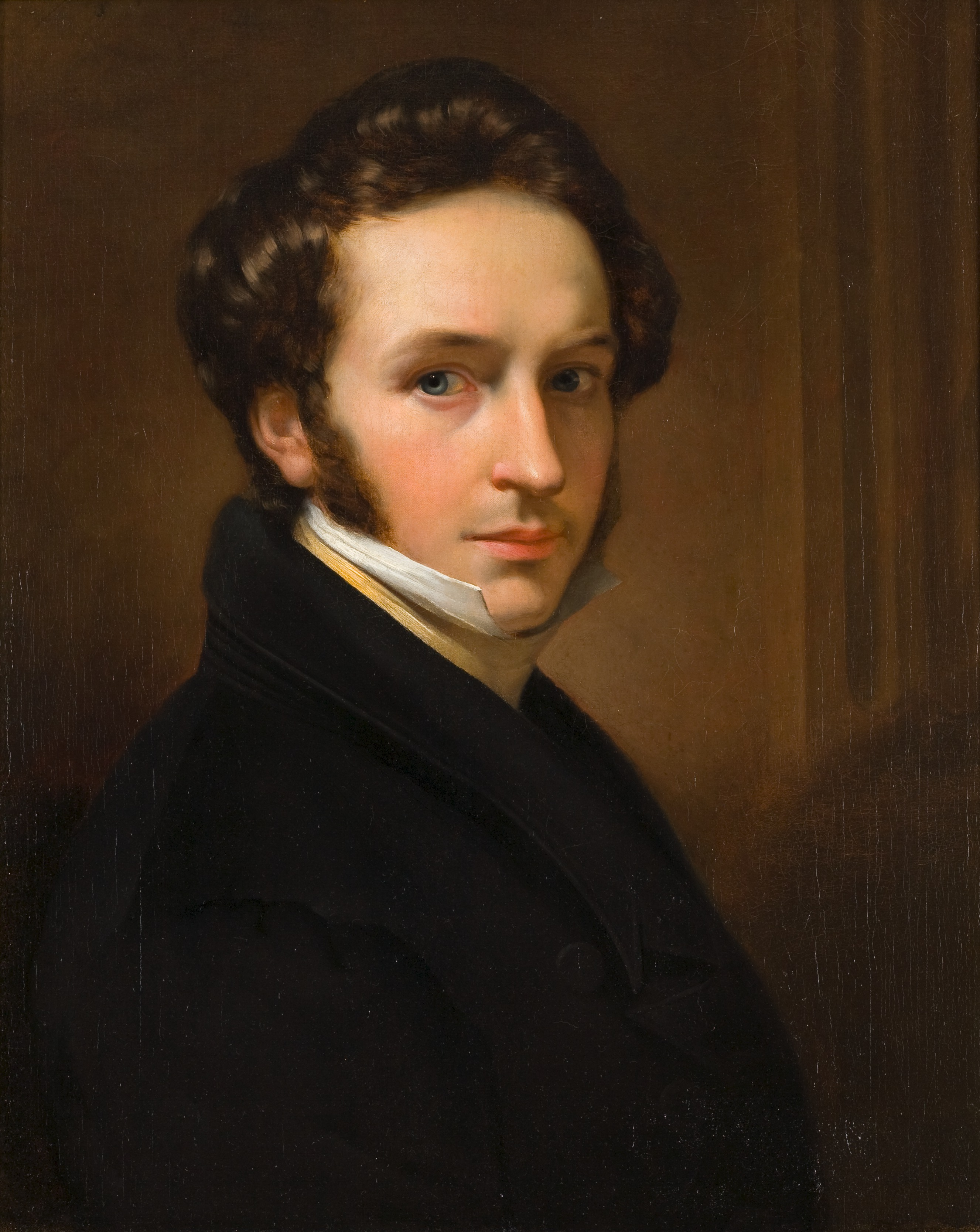
Selbstporträt

Jan Adam Kruseman (* 12. Februar 1804 in Haarlem; † 17. März 1862 ebenda) war ein niederländischer Porträtmaler und Kunstpädagoge.
Er wurde als Sohn von Jan Alexander Kruseman (1774–1829) und Dorothea Steenkamp (1769–1844) geboren. Er entstammte einer Künstlerfamilie. Im Alter von fünfzehn Jahren ging er 1819 nach Amsterdam und schrieb sich an der Tekenacademie (Zeichenakademie) ein, wo er seinen ersten Unterricht bei seinem Cousin Cornelis Kruseman erhielt. Von 1822 bis 1824 studierte er in Brüssel beim künftigen Direktor der Académie royale des Beaux-Arts de Bruxelles François-Joseph Navez und bei Jacques-Louis David.
Im Alter von 26 Jahren wurde er 1830 zum Direktor der Koninklijke Akademie van Beeldende Kunsten in Amsterdam berufen. Drei Jahre später erhielt er den Auftrag, ein Porträt des Zaren Alexander I. zu malen, das als Geschenk für Großfürstin Anna Pawlowna von Holstein-Gottorp-Romanow gedacht war, die mit dem Kronprinzen Wilhelm verheiratet war.
Nachdem Wilhelm den Thron bestiegen hatte, wurde Kruseman beauftragt, offizielle Porträts der königlichen Familie zu malen, darunter sechs Bildnisse des Königs.
Zusammen mit dem Kupferstecher André-Benoit Taurel (1794–1859) und dem Architekten Marinus Tétar van Elven (1803–1883) wurde er 1839 einer der Mitbegründer von „Arti et Amicitiae“. 1844 wurde er zum Ritter des Ordens vom Niederländischen Löwen ernannt.
Er war ab 1826 verheiratet und hatte sieben Kinder, darunter Jan Theodoor Kruseman (1835–1895), der ein bekannter Landschaftsmaler wurde. Sein Neffe, der spätere Theologe und Dichter Petrus Augustus de Génestet (1829–1861), verlor früh seine Eltern und lebte ab 1836 bei Familie Kruseman.
Kruseman schuf über 500 Porträts, hauptsächlich von Adligen und reichen Bürgern. 
Von 1844 bis 1851 war er Mitglied der Königlich Niederländischen Akademie der Wissenschaften (Koninklijk Instituut, vierde klasse).
Er hatte zwischen 1826 und 1848 mindestens 44 Studenten. Zu den bekanntesten gehörten David Bles, Henricus Engelbert Reyntjens, Moritz Calisch und Jozef Israëls.